# Puccinellia maritima
Espèce
Classification phylogénétique
Puccinellia maritima, la puccinellie maritime, est une espèce de plantes herbacées de la famille des Poaceae (graminées). Elle est vivace et vit dans les zones humides. Cette plante rampante formant des touffes, pousse dans des climats tempérés d'Europe atlantique.

## Synonymes
- Poa maritima Huds.
- Glyceria maritima (Huds.) Wahlenb. (Nom à l'origine d'un autre nom vernaculaire, « Glycérie maritime »)